# Hans Häckel
Hans Häckel (* 3. April 1942 in München; † 16. März 2025 in Haag an der Amper) war ein deutscher Meteorologe.

## Leben
Häckel studierte Meteorologie bis 1968 an der LMU in München. Ab 1968 war er beim Deutschen Wetterdienst in München, ab 1971 in Weihenstephan tätig. In Weihenstephan studierte Häckel Landwirtschaft und wurde 1974 zum Dr. agr. promoviert.
Seit 1976 leitete er die Agrarmeteorologische Beratungs- und Forschungsstelle des Deutschen Wetterdienstes in Weihenstephan.
Häckel hatte Lehraufträge für Meteorologie und Klimatologie an der dortigen Fachhochschule und an der Technischen Universität München und wurde dort 1988 zum Honorarprofessor ernannt.
1985 erschien bei Ulmer sein Lehrbuch Meteorologie, das mittlerweile in der neunten Auflage erhältlich ist. Es folgten zahlreiche, auch an ein Laienpublikum gerichtete Schriften.
1991 erschien das Wetterfax für die Landwirtschaft aus Weihenstephan, das ab 1994 in Zusammenarbeit mit dem BBV Computerdienst GmbH Verbreitung in Bayern fand. Er war der fachliche Motor dieses Produktes, das dann in das Programm ISABEL des DWD aufging.
2004 wurde Häckel für seine Verdienste mit dem Ehrenteller des Bayerischen Landwirtschaftsministers ausgezeichnet.